# Charles-Gilbert Romme

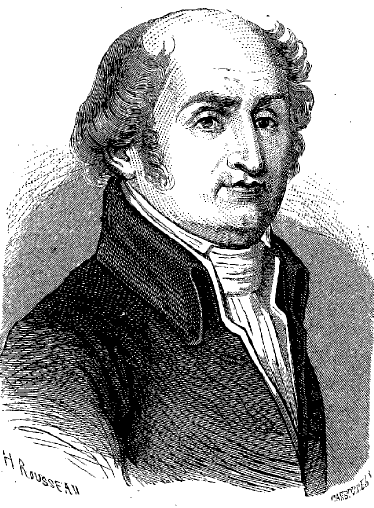
Charles-Gilbert Romme

Charles-Gilbert Romme (* 26. März 1750 in Riom (Département Puy-de-Dôme); † 17. Juni 1795 in Paris) war Mathematiker und ein Politiker während der Französischen Revolution.

## Leben
Charles-Gilbert Romme wurde als Sohn eines Staatsanwalts geboren und  besuchte in Riom das Collège der Oratorianer. Er zog 1774 nach Paris, um ein Medizinstudium zu beginnen. Später wandte er sich jedoch der Mathematik zu. Im September 1779 reiste Romme nach Russland. Er arbeitete in Sankt Petersburg als Lehrer und Erzieher des Grafen Pawel Alexandrowitsch Stroganow (1774–1817), der später als Generaladjutant Alexanders I. gegen Napoleon kämpfte. Romme begleitete seinen Schüler ab 1786 auf dessen Europareise. Nach einem längeren Aufenthalt in Genf begaben sich beide im Januar 1790 nach Paris.
Sofort nach seiner Ankunft in Paris gründete Romme die „Gesellschaft der Gesetzesfreunde“ und trat kurze Zeit später den Klubs der Jakobiner und der Cordeliers bei. Außerdem regte er den Eintritt seines Zöglings Graf Stroganow in den Jakobinerklub an. Dieser sollte nach seiner Rückkehr die Ideen der Französischen Revolution in Russland verbreiten. Im September 1791 wurde Romme von seinem Heimatdepartement in die Legislative gewählt. Er gehörte dem Unterrichtsausschuss an und bemühte sich um die Volksbildung. Romme stimmte der Kriegserklärung an Österreich am 20. April 1792 zu, begrüßte den Tuileriensturm vom 10. August 1792 und den daraus folgenden Sturz der Monarchie.
Im September 1792 wurde Charles-Gilbert Romme (erneut vom Département Puy-de-Dôme) in den Nationalkonvent gewählt. Er zählte zu den Girondisten, wechselte aber später zur Montagne. Trotz seiner bisherigen Ablehnung der Todesstrafe stimmte Romme im Januar 1793 für den Tod Ludwigs XVI. Ab Mai 1793 wirkte er als Repräsentant in Mission in Cherbourg und Caen. In Caen wurde Romme von Girondisten verhaftet und vom Juni bis August 1793 in Geiselhaft gehalten. Nach seiner Freilassung kehrte er nach Paris zurück.
Der Nationalkonvent führte aufgrund eines Antrags Rommes am 5. Oktober 1793 den Revolutionskalender rückwirkend zum 22. September 1792 ein.
Romme amtierte vom 21. November 1793 bis 6. Dezember 1793 als Präsident des Nationalkonvents. Er befürwortete die Entchristlichungskampagne und weilte vom Februar bis September 1794 als Repräsentant in Mission im Südwesten Frankreichs. In der Dordogne aktivierte er die Herstellung von Kanonen für die Marine. Er zählte nach dem Umsturz vom 9. Thermidor II (27. Juli 1794), an dem er nicht teilnahm, zu den letzten Montagnarden, die sich „Crète“ (‚Schopf‘ oder ‚Kamm‘) nannten.
Im Verlauf des Prairial-Aufstandes (20. – 23. Mai 1795) erklärte sich Romme für die aufständischen Sansculotten. Von der Not des Volkes stark erschüttert, rief er zu Haussuchungen nach Mehl auf und forderte Brot für alle. Des Weiteren erwartete er vom Nationalkonvent die Freilassung aller politischen Gefangenen sowie die Neuwahl der Pariser Sektionsausschüsse.
Aufgrund seiner aktiven Beteiligung am Prairial-Aufstand wurde Romme mit fünf weiteren montagnardischen Abgeordneten vor ein Militärgericht gestellt und am 17. Juni 1795 zum Tode verurteilt. Charles-Gilbert Romme erdolchte sich nach der Urteilsverkündung im Gerichtssaal.

### Die Märtyrer des Prairials
Folgende fünf Abgeordnete wurden mit Charles-Gilbert Romme aufgrund ihrer aktiven Teilnahme am Prairial-Aufstand zum Tode verurteilt:
1. Pierre Bourbotte (* 5. Juni 1763 in Vault-de Lugny; † 17. Juni 1795 (Guillotine) in Paris)
2. Jean-Michel Duroy (* 22. Dezember 1753 in Bernay (Departement Eure); † 17. Juni 1795 (Suizid) in Paris)
3. Ernest-Dominica-François-Joseph Duquesnoy (* 7. Mai 1749 in Bouvigny-Boyeffes (Pas-de-Calais); † 17. Juni 1795 (Suizid) in Paris)
4. Jean-Marie-Claude-Alexandre Goujon (* 13. April 1766 in Bourg-en-Bresse; † 17. Juni 1795 (Suizid) in Paris)
5. Pierre-Amable de Soubrany de Macholles, genannt Soubrany, (* 17. September 1752 in Riom (Departement Puy-de-Dôme); † 17. Juni 1795 (auf dem Weg zur Guillotine) in Paris)

Die sechs zum Tode Verurteilten zählen seitdem zu den Märtyrern des Prairials.

## Werke
- 1792: Rapport fait au nom du Comité d’instruction publique par G. Romme, député du Puy-de-Dóme, et décret rendu dans la séance du 25 novembre 1792, l’an premier de la République française, sur la suppression de la place de directeur de l’Académie de France à Rome. Paris: De l’Imprimerie nationale
- 1793: Rapport par G. Romme, au nom du Comité d’instruction publique, sur les abus qui se commettent dans l’exécution du décret du 18 du premier mois, relatif aux emblêmes de la féodalité & de la royauté. Suivi d’un nouveau décret rendu dans la séance du 3 du deuxième mois ou du brumaire. Paris: De l’Imprimerie de la Convention
- 1793: Rapport sur l’instruction publique, considérée dans son ensemble, suivi d’un projet de décret, sur les principales bases du plan général,présenté à la Convention nationale, au nom du Comité d’instruction publique. Paris: De l’Imprimerie nationale
- 1793: Rapport sur l’ere de la République. Paris: De l’Imprimerie nationale
- 1793: Projet de décret sur les écoles nationales. Paris: De l’Imprimerie nationale
- 1794: Annuaire du cultivateur, pour la troisieme annee de la Republique, presente le 30 pluviose de l’an IIe a la Convention nationale, qui en a decrete l’impression et l’envoi, pour servir aux ecoles de la Republique. A Paris: de l’imprimerie et au bureau de la Feuille du cultivateur
- 1795: Rapport et projet de décret, présentés à la Convention nationale, au nom du Comité d’instruction publique, par G. Romme, sur les sextiles de l’ère de la République. Paris: De l’Imprimerie nationale
- 1795: Compte rendu par G. Romme, des dépenses qu’il a faites, des sommes qu’il a reçues & des distributions de fonds faites par ses ordres aux directeurs des fonderies chargés de fournir à la République des canons, des projectiles de guerre ou des matières en fer coulé, pendant sa mission dans le département de la Dordogne & autres circonvoisins.  Paris: De l’Imprimerie nationale
- 1795: Annuaire de cultivateu, pour la troisième année de la République, présenté le 30 pluviôse de l’an IIe à la Convention Nationale, qui en a décrété l’impression et l’envoi, pour servir aux écoles de la République. A Dijon, chez Frantin